# Ferrocarril Grand Junction
El Ferrocarril Grand Junction (en inglés Grand Junction Railway, abreviado como GJR) fue una de las primeras compañías ferroviarias del Reino Unido, que existió entre 1833 y 1846 cuando se fusionó con otros ferrocarriles para formar el Ferrocarril de Londres y del Noroeste. La línea construida por la compañía fue el primer trayecto troncal de transporte ferroviario que se completó en Inglaterra y posiblemente el primer ferrocarril de larga distancia del mundo con tracción a vapor.
Las líneas que componían el GJR ahora forman la sección central de la línea West Coast Main Line.

## Historia

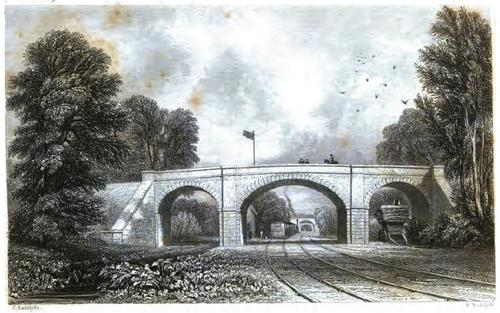
Estación de Newton Road en el Ferrocarril Grand Junction, una de las estaciones originales de la línea, en 1839. La estación fue reubicada dos veces y ya no existe

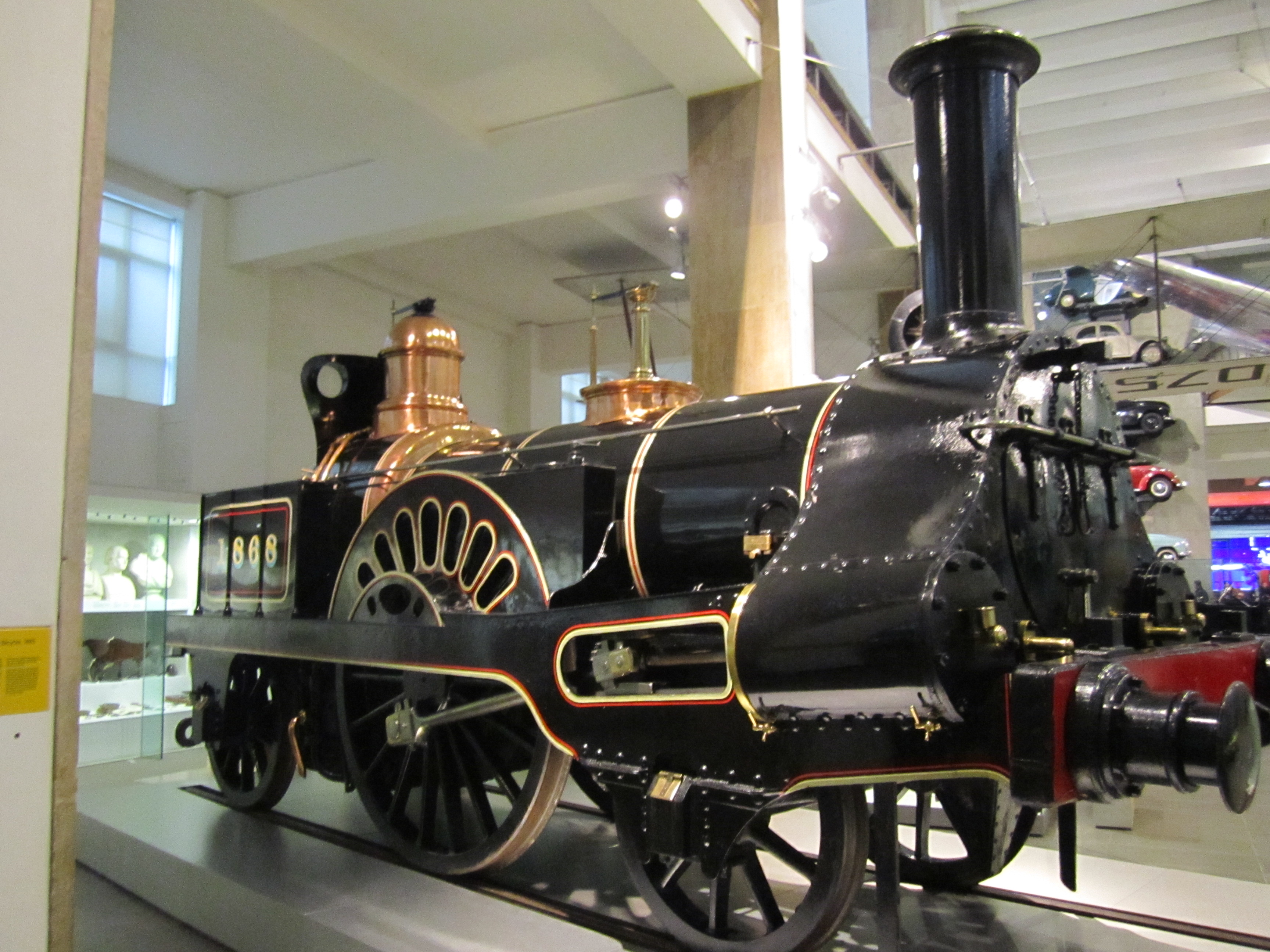
Columbine con la librea del Ferrocarril de Londres y del Noroeste

La Grand Junction Railway Company se estableció en la segunda mitad de 1832 mediante la consolidación de dos empresas rivales: la Birmingham and Liverpool Railway Company y la Liverpool and Birmingham Railway Company. Autorizada por el Parlamento el 6 de mayo de 1833 y diseñado por George Stephenson y Joseph Locke, el Ferrocarril Grand Junction abrió sus puertas el 4 de julio de 1837, recorriendo 82 millas (132 km) desde Birmingham a través de Wolverhampton (pasando por Perry Barr y Bescot), y con paradas en Stafford y Crewe, y luego llegando a Warrington a través del Ferrocarril de Warrington y Newton existente para unirse finalmente al Ferrocarril de Liverpool y Mánchester mediante una conexión triangular en Newton Junction. El GJR estableció sus talleres de ingeniería centrales en Crewe, trasladándolos allí desde Edge Hill, en Liverpool.

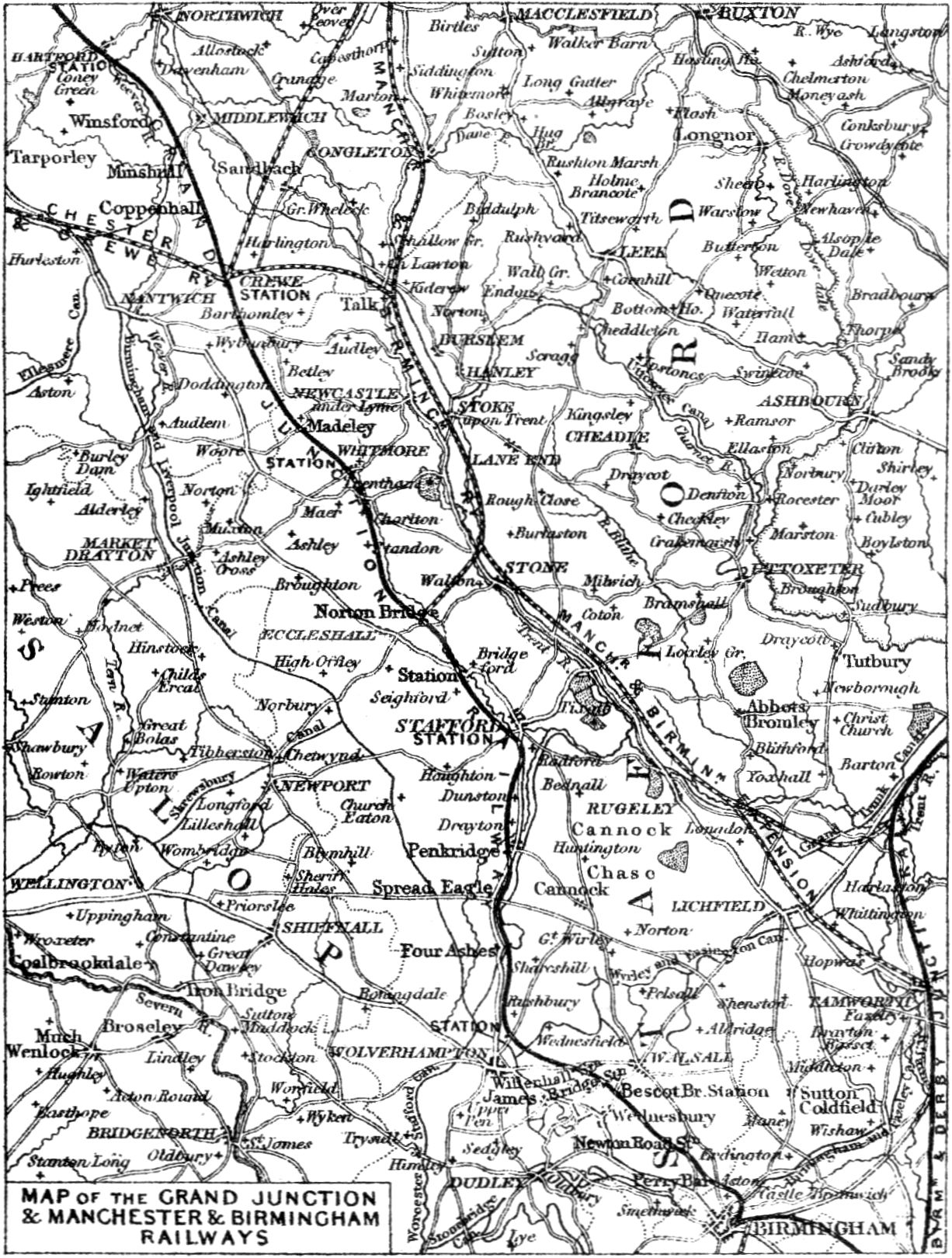
Mapa de 1839 del GJR y ferrocarriles contiguos. Las líneas punteadas indican ferrocarriles que aún se estaban construyendo en ese momento

Comenzó a funcionar con una terminal temporal de Birmingham en Vauxhall,: 12  El vagón correo, donde se clasificaba la correspondencia en un tren en plena ruta, se instituyó en el Ferrocarril Grand Junction en enero de 1838. Utilizando un carruaje de caballos adaptado, se llevó a cabo por sugerencia de Frederick Karstadt, un topógrafo de la Oficina General de Correos. El hijo de Karstadt fue uno de los dos empleados de correo que clasificaban la correspondencia.
Cuando el Ferrocarril de Londres y Birmingham se inauguró el 17 de septiembre de 1838, los servicios se enrutaron hacia y desde la Estación de Curzon Street, que compartía con el Ferrocarril Grand Junction, cuyas plataformas eran adyacentes, lo que posibilitaba el enlace entre Liverpool, Mánchester y Londres. La ruta entre la Estación de Curzon Street y Vauxhall consistió principalmente en el Viaducto de Birmingham. Constaba de 28 arcos, cada uno de 31 pies (9,4 m) de luz y 28 pies (8,5 m) de alto, que cruzaba el río Rea. En octubre de 1838, el Liverpool Mercury publicó que:
Se espera con seguridad que después de que termine el invierno subsiguiente y los terraplenes de las líneas de Londres y Birmingham estén bien asentados, los trenes de primera clase entre Liverpool y Manchester y Londres no inviertan más de nueve horas en el viaje. Una vez logrado esto, ¿qué mejora adicional se podría desear entre Londres y Lancashire?

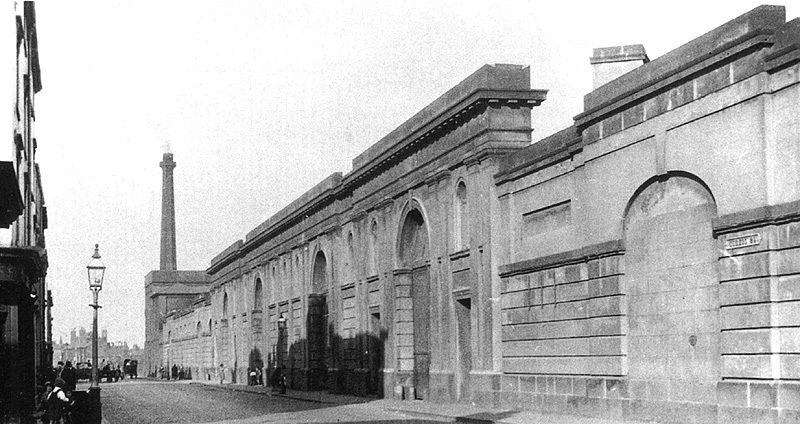
Estación de Curzon Street del GJR, proyectada por Joseph Franklin

En 1840, el GJR absorbió el Ferrocarril de Chester y Crewe poco antes de que comenzara a funcionar. Considerándose a sí misma como parte de una gran red ferroviaria, la compañía alentó el desarrollo del Ferrocarril North Union que extendió las vías hacia Preston, y también invirtió en el Ferrocarril de Lancaster y Carlisle y el Ferrocarril Caledonian. En 1845, el GJR se fusionó con el Ferrocarril de Liverpool y Mánchester, y consolidó su posición al comprar el Ferrocarril North Union en asociación con el Ferrocarril de Mánchester y Leeds.
En 1841, la empresa nombró al capitán Mark Huish secretario del ferrocarril. Huish fue implacable en el desarrollo del negocio y contribuyó significativamente al éxito de la empresa.

## Beneficios
El GJR fue muy rentable, pagó dividendos de al menos el 10% desde su inicio y tenía un valor de capital final de más de 5,75 millones de libras (equivalente a 592.39 millones de hoy)  cuando se fusionó con las empresas del Ferrocarril de Londres y Birmingham y del Ferrocarril de Mánchester y Birmingham para convertirse en el Ferrocarril de Londres y del Noroeste en 1846, que a su vez formó parte del Ferrocarril Londres Midland y Escocés en 1923.

## Locomotoras
Una locomotora,la  "Columbine", una máquina 2-2-2 construida en 1845 en los Talleres de Crewe, se conserva en el Museo de Ciencias de Londres. Diseñada por Alexander Allan, fue la primera de las máquinas 'tipo Crewe' estándar del GJR. Estaba diseñada concilindros exteriores, y llevaba el número de flota 49. Fue retirada del servicio en 1902 por el LNWR, con su número de 1868.

## Lecturas relacionadas
- Arthur Freeling (1837), The Grand Junction Railway Companion to Liverpool, Manchester, and Birmingham,
- Whishaw, Francis (1842). The Railways of Great Britain and Ireland Practically Described and Illustrated (2nd edición). London: John Weale. pp. 124-137. OCLC 833076248.